# CODOD
CODOD（COmbined Diesel Or Diesel 、コンバインド・ディーゼル・オア・ディーゼル）とは、異なる種類のディーゼルエンジンを組み合わせた主に艦船で使用される推進方式の名称である。

## 概要

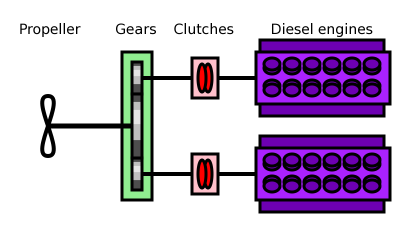
CODOD

通常時は巡航用のディーゼルエンジンで走行（航行）し、高速走行（航行）時には高速用のディーゼルエンジンに切り替えて走行（航行）する推進方式である。
似た方式にCOGOGがある。こちらは、低速時や巡航時は最大出力が小さなガスタービンエンジンを、高速時には最大出力が大きなガスタービンエンジンに切り替えて走行（航行）する推進方式である。

## 採用例
海上保安庁
- いず型巡視船 (初代)
- はましお型測量船 (2代)